# 2009 DJ143
2009 DJ143, também escrito como 2009 DJ143, é um corpo menor que está localizado no disco disperso, uma região do Sistema Solar. Este corpo celeste  está em uma ressonância orbital de 4:13 com o planeta Netuno. Ele possui uma magnitude absoluta de 6,8 e tem um diâmetro estimado de cerca de 192 km.

## Descoberta
2009 DJ143 foi descoberto no dia 18 de fevereiro de 2009.

## Órbita
A órbita de 2009 DJ143 tem uma excentricidade de 0,438 e possui um semieixo maior de 66,694 UA. O seu periélio leva o mesmo a uma distância de 37,461 UA em relação ao Sol e seu afélio a 95,927 UA.